# NGC 5775
NGC 5775 (również PGC 53247 lub UGC 9579) – galaktyka spiralna z poprzeczką (SBc), znajdująca się w gwiazdozbiorze Panny w odległości około 85 milionów lat świetlnych od Ziemi. Została odkryta 27 maja 1786 roku przez Williama Herschela. Galaktyka ta należy do gromady galaktyk w Pannie.
NGC 5775 znajduje się na wczesnym etapie połączenia z sąsiadującą galaktyką NGC 5774. Oddziaływanie to jest przyczyną zniekształceń dysku. Powstały już pomosty wodoru łączące obie galaktyki, jednak żadna z nich nie wytworzyła jeszcze ogona pływowego, strumienia złożonego z gazu oraz gwiazd.
W NGC 5775 zaobserwowano jedną supernową: SN 1996ae.